# Rolf Kaarby
Rolf Kaarby (* 6. Oktober 1909; † 7. März 1976) war ein norwegischer nordischer Skisportler.

## Werdegang
Kaarby trat erstmals beim ersten Probespringen am 5. Februar 1934 auf der neu errichteten Großen Olympiaschanze in Garmisch-Partenkirchen international in Erscheinung. Dort erreichte er vor 5.000 Zuschauern mit 70 Metern die größte Weite. Drei Jahre später gewann er bei der Nordischen Skiweltmeisterschaft 1937 in Chamonix-Mont-Blanc die Silbermedaille im Einzel der Kombination hinter seinem Landsmann Sigurd Røen. Nur knapp einen Monat später sprang er beim ersten Springen auf dem Tremplin Olympique in Les Launes am 21. Februar 1937 den ersten Schanzenrekord mit 58 Metern.

## Erfolge

### Schanzenrekorde
| Ort                    | Land        | Weite  | aufgestellt am  | Rekord bis       |
| ---------------------- | ----------- | ------ | --------------- | ---------------- |
| Garmisch-Partenkirchen | Deutschland | 70,0 m | 5. Februar 1934 | 15. Februar 1936 |